# アドバンスト・メディア
株式会社アドバンスト・メディア（英: Advanced Media, Inc.）は、ソリューションサポート事業・ライセンス事業・サービス事業を主とする企業である。
同社の開発した音声認識エンジン「AmiVoice」は使用する人の声や話し方の特徴を事前に学習させる必要がない不特定話者に対応している。
本社は東京都豊島区に所在する。代表取締役社長は鈴木清幸。

## 沿革
- 1997年12月 - 音声認識ベンチャーとして設立。
- 1998年1月 - 米国Interactive Systems, Inc.社と日本語音声認識システムAmiVoiceの共同開発を開始し、同時にAmiVoiceをベースとした音声認識市場の構築事業に着手。
- 1999年3月 - AmiVoiceの評価・改良のために「音声認識ソフトウェアの研究コンソシアム（IVSRG）」を結成し、開発支援ツールキットAmiVoice SDK（バージョン1.0）をリリース開始。
- 2000年
  - 7月 - 開発支援ツールキットAmiVoice SDK（バージョン3.0）をリリースし、事実上のソリューションサポート事業を開始。
  - 11月 - ホームページ音声認識アプリケーションAmiVoice Webをリリースし、企業向けのライセンス事業を開始。
- 2001年11月 - 開発委託先である関連会社、米国Multimodal Technologies, Inc.社設立。Interactive Systems, Inc.社をMBOによりMultimodal Technologies, Inc.社に吸収。当社から取締役2名を派遣。
- 2002年
  - 3月 - XBOX・PS2で稼動するAmiVoiceをリリース。同時に、通信をベースとした分散型音声認識AmiVoice DSR(Distributed Speech Recognition)を発表。更に、医療分野での音声入力の先駆的パッケージである放射線画像診断レポート用音声認識アプリケーションAmiVoice Medical for Radiologyをリリース。
  - 10月 - AmiVoice DSRによりPDAでディクテーションが可能となるAmiVoiceDSR for Dictation/PDA　をリリース。
  - 11月 - サーバークライアント型音声認証アプリケーションAmiVoice ID（現AmiVoice Mobile Verification）をリリース。
- 2003年
  - 4月 - 簡単手元操作で高速処理が可能な医療用書き起こしアプリケーション「AmiVoice Medical Scribe」をリリース。医療分野を始めとして、販売パートナー制の施行を開始。
  - 5月 - 汎用性のあるPCプラットフォームで音声認識アプリケーション製品開発が可能な開発支援ツールキットAmiVoice SDK（バージョン5.0）をリリース。
  - 8月 - 議事録作成支援アプリケーションAmiVoice Rewriter、コールセンタ向け通話録音のテキスト化アプリケーションAmiVoice CallScriber及び営業日報作成支援アプリケーションAmiVoice Reporterなどのアプリケーションをリリースし、高付加価値のライセンス事業を開始。
- 2004年
  - 3月 - 医療向け電子カルテアプリケーションAmiVoice Ex(Hospital/Clinic)をリリース。
  - 5月 - AmiVoice Rewriterが地方議会の本会議、委員会で運用開始。
  - 6月 - 音読型日本語学習アプリケーション及び対話型英会話練習アプリケーションの販売開始。
  - 10月 - AmiVoice DSRのフロントエンドをASICチップ化し、携帯電話への実装に成功。
- 2005年
  - 1月 - 調剤薬局の服薬指導分野に音声認識アプリケーションAmiVoice Ex Pharmacyをリリース。
  - 2月 - 日本人学習者向け英語発音矯正アプリケーションAmiVoice CALL-pronunciation-の発売開始。
  - 3月 - 愛知万国博覧会に対話技術を装備した4カ国対応の受付案内ロボット「アクトロイド」をリリース。
  - 6月 - 東京証券取引所マザーズ市場に上場。北海道議会など地方議会に議事録作成支援システムを多数導入開始。
  - 7月 - 音声による携帯電話でのインターネット検索サービスを行う子会社　株式会社ボイスドメインサービスを設立。
  - 10月 - 業界最高認識率の電子カルテ向け音声入力ソフトAmiVoice Ex Clinicを、更なる普及を目指し大幅値下げ。当社の経営基盤拡大のため、エムシーツー株式会社を子会社化。
- 2006年
  - 3月 - ビジネスメール文章入力ソフトAmiVoice Ex BizMail 発売開始。
  - 4月 - 声紋認証による自動開錠システム「開けドアシステム」を提供。
  - 8月 - AmiVoiceソリューションやサービスを活用し、事業の構築・拡大を図る企業へ投資やコンサルティングを行う子会社　株式会社ボイスキャピタル・ソリューションを設立。NTTドコモビジネスFOMA「FOMA® M1000」向け音声入力ビジネス統合ツールをASP形式にて発売開始。
  - 9月 - 音声認識による室内機器音声コントロールシステムAmiVoice SceneDirector を発売開始。
  - 10月 - 国際的な起業家表彰制度「アントレプレナー・オブ・ザ・イヤー」の日本代表に代表取締役の鈴木清幸が選ばれる。
- 2007年8月13日 - 音声認識技術「AmiVoice」がNTTドコモ「らくらくホンⅣ」に搭載。
- 2008年
  - 3月17日 - 音声認識技術AmiVoiceがNTTドコモ「音声入力メール」サービスに採用。
  - 10月24日 - 日立ハイテクフィールディング、AmiVoiceRを活用
  - 11月12日 - 富士フイルム株式会社コールセンターに「話しことば要約システム」を導入
  - 11月25日 - 沼津市議会で会議記録と連動した映像配信システム運用開始
  - 12月5日 - 音声認識技術AmiVoiceRを活用したiPhone向けアプリケーション販売開始
  - 12月8日 - 音声認識技術を搭載した、ドームスクリーン式戦術チーム対戦ゲーム「機動戦士ガンダム 戦場の絆」が稼動開始。
  - 12月12日 - 会長・鈴木清幸がフランス政府の支援する世界的な起業家育成機構「ワールド アントレプレナーシップ フォーラム」のオフィシャル・メンバーに選出。
  - 12月24日 - 東邦薬品事例「MS（営業担当者）業務支援システム’Meissa(メイサ）’」がアドバンスト・メディアの音声認識技術ソリューションを採用。
- 2009年
  - 1月9日 - 音声認識ソリューションが、博報堂プロデュースによるピザハットのキャンペーンコンテンツに採用。
  - 1月28日 - 内視鏡レポート作成用「AmiVoiceR Ex Endoscope」を販売開始。
  - 2月26日 - ターボ ソリューションズと、声での操作を可能にした音声自動応答システムの共同展開で協業。
  - 3月18日 - 音声認識技術AmiVoiceRがベネッセ新中学2年生向け「進研ゼミ中学講座＋i（プラスアイ）」に搭載。
  - 3月23日 - 早稲田大学と外国人向け「日本語発音レッスン」システムを共同開発、導入を発表。
  - 4月1日 - 長沼スクールと外国人向け「日本語発音学習システム」を共同開発、製品化を発表。
  - 4月27日 - 生保業界向け「音声認識保険テンプレート」実用化へ。AIGエジソン生命、7月の本稼動に向け試行稼動を開始。
  - 4月28日 - iPhone向け「音声認識メールVer0.9」無料配信開始。
  - 5月25日 - 「議事録作成支援システム」、東京都議会の全常任委員会で本格運用開始。
  - 6月6日 - 箱根町議会に議事録作成支援システムを導入。
  - 7月23日 - 放射線画像診断レポート音声認識システムAmiVoiceR Ex Radを大阪先端画像センターに導入。
  - 7月27日 - 音声認識技術AmiVoiceRと野村総合研究所のテキストマイニングソリューション「TRUE TELLERR」が連携。
  - 8月7日 - 株式会社ニチイ学館との資本・業務提携を発表。
  - 8月10日 - テレマーケティングジャパン（現・TMJ）とのプロジェクトが平成21年度の経済産業省「サービスイノベーションを通じた生産性向上に関する支援事業」に採択。
- 2011年
  - 8月 - 医療向け音声入力システム「AmiVoice Ex7」をリリース。
  - 12月 - iPhone 向けアプリ「音声認識メールクラウド」がApp Store の「トップ有料アプリケーション」でカテゴリ1位を獲得。

## 子会社・関連会社
- 株式会社ボイスドメインサービス（清算）
- 株式会社ボイスキャピタル・ソリューション（清算）
- エムシーツー株式会社（譲渡したため連結から外れた）
- 株式会社グラモ（2013年9月子会社化）[1]